# Реліх Кирил Олегович
Реліх Кирил Олегович (біл. Рэліх Кірыл Алегавіч, рос. Релих Кирилл Олегович; нар. 26 листопада 1989, Барановичі) — білоруський професійний боксер, чемпіон світу за версією WBA (2018—2019) в першій напівсередній вазі.

## Професіональна кар'єра
Не досягши успіхів у аматорському боксі, 2011 року Кирил Реліх перейшов до професійного боксу. Протягом 2011—2014 років провів з маловідомими боксерами 17 поєдинків, з яких 15 завершив нокаутом до п'ятого раунду.
2015 року переміг бразильця Лазаро Сантоса де Хесуса і завоював титул інтерконтинентального чемпіона за версією WBA у першій напівсередній вазі. Провівши два вдалих захиста титулу, став обов'язковим претендентом на титул чемпіона світу за версією WBA.

### Реліх проти Бернса
7 жовтня 2016 року в Глазго відбувся бій Кирил Реліх — Рікі Бернс (Велика Британія). Претендент намагався з першого раунду пресингувати чемпіона, проводячи багатоударні комбінації. Бернс, діючи другим номером, набирав очки за рахунок точності влучань. Поєдинок завершився одностайною перемогою британця, який захистив титул. Реліх зазнав першої поразки.

### Реліх проти Бартелемі
20 травня 2017 року Кирил Реліх зустрівся у відбірковому бою з непереможним екс-чемпіоном у двох вагових категоріях кубинцем Рансесом Бартелемі. Білорус активно розпочав поєдинок, викидаючи значно більше ударів, і у п'ятому раунді зумів надіслати кубинця в нокдаун. У восьмому раунді вже Бартелемі, провівши серію ударів по корпусу, змусив Реліха впасти на коліна. Судді одностайно віддали перемогу кубинцю.

### Реліх проти Бартелемі II
10 березня 2018 року Кирил Реліх і Рансес Бартелемі знов зустрілися в бою за вакантний титул чемпіона світу за версією WBA. Білорус діяв у своїй звичній манері, викидаючи багатоударні комбінації. Бартелемі був не дуже активним, діючи в обороні. Результат суддівських записок виявився розгромним — 117—110 і 118—109 (двічі) на користь Реліха, який став новим чемпіоном WBA.

### World Boxing Super Series 2018—2019
В липні 2018 року Реліх ввійшов до складу учасників Всесвітньої боксерської суперсерії у першій напівсередній вазі. 7 жовтня 2018 року у чвертьфіналі турніру WBSS в Йокогамі він зустрівся з обов'язковим претендентом Едуардом Трояновським і завдав поразки росіянину одностайним рішенням суддів.
У півфіналі турніру 27 квітня 2019 року Кирил Реліх зустрівся з фаворитом турніру непереможним американцем Реджисом Прогрейсом. У першому раунді Прогрейс зумів донести жорсткий лівий боковий удар по корпусу Реліха, який опустив Реліха на коліно і вплинув на хід усього поєдинку. Бій завершився перемогою американця технічним нокаутом у шостому раунді.

## Цікавий факт
В США Кирил Реліх отримав прізвисько «Шалена бджілка» (англ. Mad Bee) через набите татуювання у вигляді бджоли в боксерських рукавичках.